# Louis Ducatel
Louis Ducatel (* 13. März 1902 in Frévent, Département Pas-de-Calais; † 28. Juni 1999 in Mougins) war ein französischer Unternehmer, Politiker und Künstler.

## Leben
Öffentliche Bekanntheit erlangte er durch seine Teilnahme an der Präsidentschaftswahl 1969. Damals trat er als parteiunabhängiger Kandidat an und kam landesweit auf 1,27 Prozent der Stimmen.